# Любомир (Гузар)
Любоми́р Гу́зар (26 лютого 1933, Львів, Польська Республіка — 31 травня 2017, Київ, Україна) — український релігійний діяч, патріарх-предстоятель Української греко-католицької церкви (2001—2011). Священник (з 1958), єпископ (з 1977), кардинал Католицької церкви (з 2001). Верховний архієпископ Львівський (з 2001), Києво-Галицький (з 2005), архієпископ-емерит (з 2011). Представник українського роду Гузарів.
У 1944 році виїхав до Австрії, 1949 року — до США. Випускник Католицького університету Америки, Великої духовної семінарії Святого Йосафата в Римі, Фордгемського університету. Доктор богослов'я (1972). У 1972 році прийняв чернецтво. Був сподвижником Йосипа Сліпого. Голова Волинської єпархії в Римі (1984—1991). 1993 року повернувся до незалежної України, став її громадянином (2002), призначений очільником греко-католицького Києво-Вишгородського екзархату (з 1996). 2005 року повернув резиденцію голів Греко-католицької церкви до Києва після 450-річної перерви. Ініціював побудову Патріаршого собору Воскресіння Христового на київському Лівобережжі. У 2011 році вийшов у відставку, передавши свої повноваження Святославу Шевчуку. Був одним із моральних авторитетів українців у 1990—2010 роках, членом ініціативної групи «Першого грудня». Помер у Києві, Україна. Похований у київському Патріаршому соборі. Почесний громадянин Тернополя та Львова.

## Життєпис

### Ранні роки
Народився 26 лютого 1933 року в родині Ярослава Гузара та Ростислави Демчук у Львові, де закінчив народну школу та перший клас гімназії. Прадідом Любомира був о. Дмитро Гузар — священник УГКЦ, парох у містечку Завалів, батько Лева Гузара і тесть письменника, нотаріуса Володимира Левицького (більше відомий за пседонімом Василь Лукич).
У 1944 році сім'я його батьків виїхала до Австрії: у місті Зальцбурзі продовжив навчання в українській гімназії, а переїхавши 1949 року в США, закінчив середню освіту в малій духовній семінарії (St. Basil College Seminary) в Стемфорді, штат Коннектикут. Член Пласту. Капелан молодечих таборів Спілки української молоді (СУМ) у Елленвілі, штат Нью-Йорк.
Вивчав філософію у Колегії св. Василія та 1954 року здобув ступінь бакалавра.

### Богословські студії та перші призначення
Богословські студії відбув у Католицькому університеті Америки у Вашингтоні, а 1958 року, як питомець Великої духовної семінарії Святого Йосафата, здобув ліцензіат богослов'я. 30 березня того ж року Владика Амвросій Сенишин висвятив Любомира Гузара на священника для праці в Стемфордській єпархії.
У 1958—1969 роках — вчитель і префект у Стемфордській Духовній Семінарії Святого Василія. Служив також у Кергонксоні (штат Нью-Йорк) душпастирем оселі «Союзівка» Українського народного союзу та виховної оселі Спілки української молоді Америки в Елленвілі, штат Нью-Йорк. 3 1965 року — настоятель парохії Пресвятої Трійці в Кергонксоні.
Продовжив філософські студії у Фордгемському університеті Нью-Йорка і 1967 року здобув ступінь магістра.
У 1969 році переїхав до Риму для продовження богословських студій, які завершив доктором богослов'я 1972 року (дисертація на тему «Митрополит Андрей Шептицький — провісник екуменізму»). У 1972 році вступає в монастир св. Теодора Студита у Гроттаферрата в Італії.
У 1975—1985 роках Любомир Гузар викладав догматику в Папському Урбаніанському університеті в Римі, виконував різні доручення Патріарха Йосипа.
2 квітня 1977 року в монастирі Студійського уставу в Кастель-Гандольфо поблизу Риму висвячений Верховним Архієпископом Йосипом Сліпим на єпископа без згоди Римського Архієрея (тому аж до 1996 року не діяв як єпископ). У 1978 році Патріарх Йосип призначає єпископа Гузара архімандритом цього монастиря, а також відповідальним за монастирі студійського уставу за межами України.
У 1984—1991 роках — протосинкел Львівської Архієпархії у Римі.

### Повернення до України

Кардинальський герб Любомира Гузара

У 1993 році з усією монастирською спільнотою з Гроттаферрата повернувся до України. Після повернення з довготривалої еміграції єпископ Гузар мешкав у передмісті Львова — селі Зимна Вода на вул. Сірка.
У 1995 році закладено монастир Святого Теодора Студита в селі Колодіївка на Тернопільщині.
У 1993—1994 роках служив духівником у Львівській духовній семінарії Святого Духа.
2 квітня 1996 року призначений на Екзарха Києво-Вишгородського екзархату з титулярним престолом Ніси Ликійської.
14 жовтня 1996 року через поганий стан здоров'я Кардинала Мирослава Любачівського Синод Єпископів УГКЦ обрав Блаженнішого Любомира Єпископом Помічником Глави Української греко-католицької церкви з делегованими правами.
З 14 грудня 2000 року (день смерті блаженнішого Мирослава Івана кардинала Любачівського) виконував обов'язки Апостольського адміністратора УГКЦ.
25 січня 2001 року на надзвичайному Синоді Єпископів Української греко-католицької церкви обраний Архієпископом Львівським і Главою Української греко-католицької церкви.
26 січня 2001 року Папа Римський Іван Павло II затвердив цей вибір. 21 лютого того ж року Любомир Гузар став Кардиналом Католицької церкви з титулом святої Софії на Віа Боччеа.
У 2002 році прийняв Громадянство України.

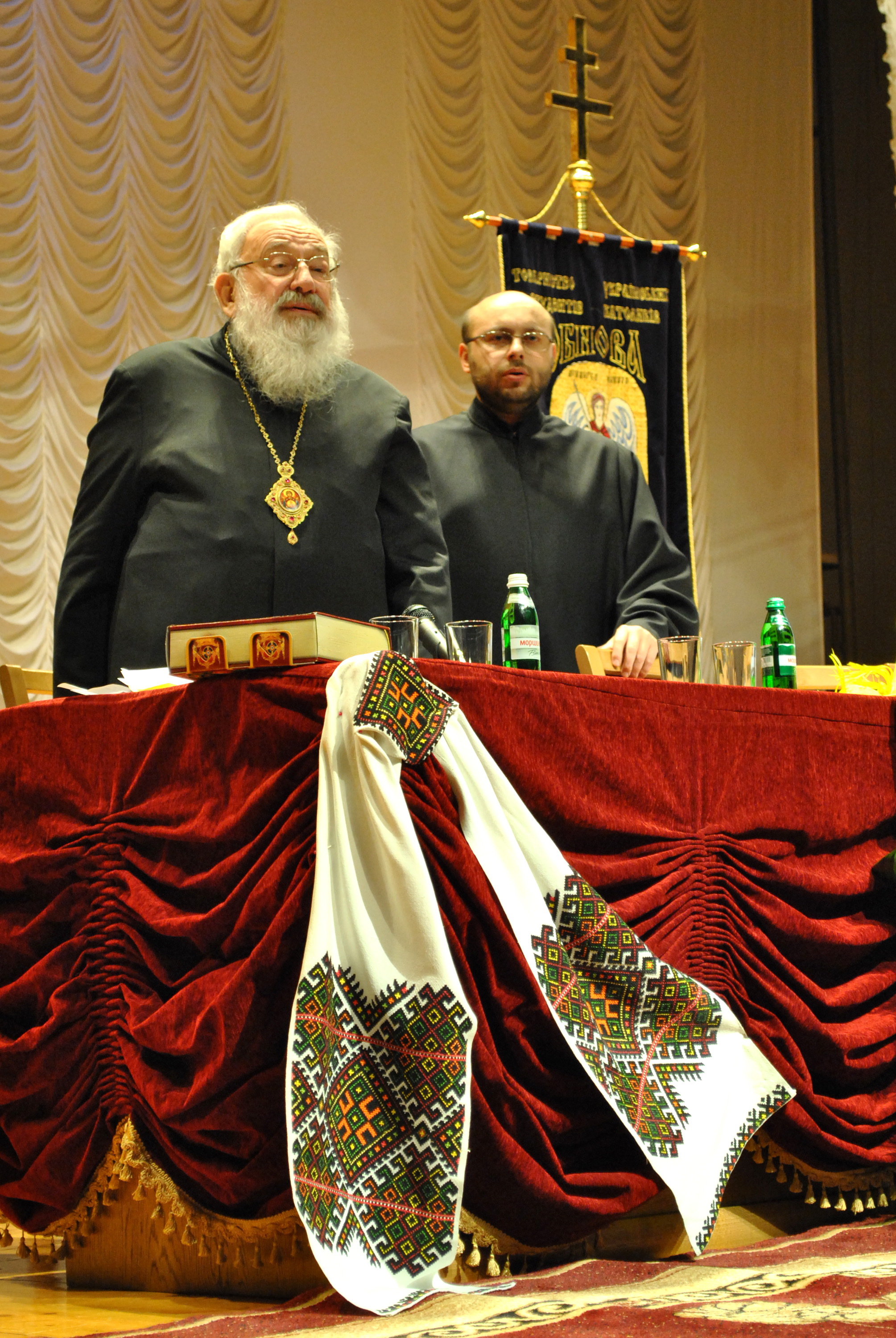
Любомир Гузар під час зустрічі з тернополянами у ТНЕУ (22.11.2012).

2004 року в м. Тернополі за участі Кардинала Любомира Гузара відкрито й освячено пам'ятник патріарху Йосипу Сліпому (скульптор Роман Вільгушинський, архітектор Анатолій Водоп'ян).
21 серпня 2005 року Любомир Гузар офіційно змінив свій титул на «Верховний Архієпископ Києво-Галицький» і переніс свій осідок до Києва, який був центром греко-католицької церкви до захоплення Московією.
9 лютого 2011 року в українських ЗМІ з'явилася інформація про те, що Папа Римський Бенедикт XVI прийняв відставку Любомира Гузара з посади глави УГКЦ.
10 лютого на прес-конференції у Києві Блаженніший Любомир (Гузар) повідомив, що цього дня Папа Бенедикт XVI прийняв його зречення з уряду Верховного Архієпископа Української греко-католицької церкви. Відповідне прохання до Святішого Отця Глава УГКЦ подав, коли йому виповнилося 75 років.
Останні роки проживав у селі Княжичі Броварського району Київської області.

### Смерть
Помер о 18:30 31 травня 2017 року в клінічній лікарні «Феофанія» після важкої недуги (цукрового діабету)

#### Прощальна та поховальна церемонії
Поминальні літургії відбулися 1–3 червня у Львові, 3 червня відбулася піша скорботна хода вулицями Львова від Собору Святого Юра до церкви Св. Михаїла, яка належить до монастиря монахів-студитів, одним з яких був кардинал Гузар. Після цього траурний кортеж виїхав до Києва, де тіло спочилого патріарха було виставлено в архікафедральному Патріаршому соборі Воскресіння Христового УГКЦ. Протягом Зелених свят 4–5 червня відбувалося прощання. Попрощатися з Патріархом прийшли тисячі киян, не лише греко-католики, римо-католики, а також люди інших конфесій. Президент України Петро Порошенко, Прем'єр-міністр України Володимир Гройсман та Секретар РНБОУ Олександр Турчинов 4 червня 2017 року попрощалися з Любомиром Гузаром і висловили слова пошани до визначного релігійного діяча.
Увечері 4 червня в Соборі під проводом Верховного Архієпископа Києво-Галицького Святослава Шевчука у співслужінні з Патріархом УПЦ КП Філаретом відслужено чин Архієрейського похорону спочилого владики.
Похований за участі найповажніших архиєреїв УГКЦ, представників інших конфесій та віросповідань, дипломатичного корпусу 5 червня 2017 року в День св. Духа у крипті Патріаршого собору Воскресіння Христового УГКЦ в місті Києві. Участь у Заупокійній літургії взяли посланець Папи Франциска архієпископ Циріл (Василь), Секретар Конгрегації Східних Католицьких Церков, Апостольський Нунцій в Україні архієпископ Клаудіо Ґуджеротті, єпископи УГКЦ та РКЦ, близько 600 священників, представники УП КП та УАПЦ, родина покійного, численні вірні. Під час промови Блаженніший Святослав подякував усім присутнім і назвав покійного Любомира кобзарем незалежної України.

#### Офіційні співчуття
- Керівництво держави. Президент України Петро Порошенко і прем'єр-міністр Володимир Гройсман висловили співчуття з приводу смерті Любомира Гузара[22][23]. Від імені парламенту співчуття висловив Голова Верховної Ради України Андрій Парубій[24]. Співчуття висловив також Секретар Ради національної безпеки і оборони України Олександр Турчинов[25]. Співчуття висловило Міністерство культури України[26].
- Органи місцевого самоврядування. Від імені громади міста Львова співчуття висловив міський голова Андрій Садовий. 1 червня оголошено у Львові днем жалоби з приводу смерті видатного релігійного діяча[27]. Співчуття також висловили: Київська міська рада[28], Львівська обласна рада[29], Тернопільська обласна рада[30], Луцька міська рада[31], Тернопільська міська рада[32].
- Папа Римський. Папа Римський Франциск надіслав Главі УГКЦ телеграму співчуття з приводу відходу у вічність Любомира Гузара[33][34]. Папа Франциск призначив особистого посланця для участі в похоронних богослужіннях світлої пам'яті Блаженнішого Любомира — Архієпископа Васіля Кирила, Секретаря Конгрегації Східних Католицьких Церков[35]. Повноважний посланець під час поховальної літургії зачитав особисте послання Папи Римського до Глави УГКЦ Святослава Шевчука, в якому дав високу оцінку життєвому духовному шляху Л.Гузара[36]. Папа Римський офіційно висловився про те, що Любомир Гузар був одним з найбільших моральних авторитетів останніх десятиліть у всьому християнському світі[37].
- Релігійні організації. Від імені Української православної церкви Київського Патріархату співчуття висловив Патріарх Філарет[38]. Конференція єпископів Римо-католицької церкви України надіслала лист-співчуття Главі УГКЦ[39].
- Навчальні заклади. Співчуття висловили: Києво-Могилянська Академія, в якій він часто виступав з духовними лекціями-настановами[40], Львівська Духовна семінарія Святого Духа, де він був духівником[41], Київська Трьохсвятительська Духовна семінарія УГКЦ, засновником і духівником якої він був і поруч з якою проживав останні роки[42], Дрогобицька Духовна семінарія[43], Івано-Франківська Духовна семінарія[44].
- Дипломатичні установи. Посольство США в Україні висловило сум через смерть Любомира Гузара[45].
- Заява Глави УГКЦ. 1 червня у Патріаршому соборі в місті Києві Глава УГКЦ Блаженніший Святослав (Шевчук) у присутності представників засобів масової інформації зробив офіційну заяву з приводу смерті Блаженнішого Любомира Гузара, а також коротко розповів про його життєвий місійний духовний шлях[46].

## Громадська діяльність

### Ініціативна група «Першого грудня»
Один з засновників і активних учасників ініціативної групи «Першого грудня».
Усі члени ініціативної групи підписали співчуття-звернення з приводу смерті Любомира Гузара. Вони відзначили велику роль архієрея у створенні цього важливого для України духовно-морального громадського утворення. Члени групи пообіцяли продовжувати духовну справу визначного релігійного діяча.

### Євромайдан
1 грудня 2013 року блаженніший Любомир (Гузар) під час свого виступу на Майдані Незалежності (Євромайдан) закликав усіх чинити добро:
|  | «Ми мусимо бути того свідомі, що у нашому народі є група людей, для яких найважливіша їхня власна вигода». «Яка на це може бути ефективна відповідь? Серед нас дуже багато добрих людей. Але замало бути добрим — треба чинити добро. Якщо хочете жити у нормальній державі, передати її дітям і внукам — чинімо добро» |

## Кандидат на папський престол
Розглядався як один з можливих наступників Папи Римського Івана Павла ІІ (з-поміж 16 кандидатів). Найбільшою перешкодою до обрання називали східноєвропейське походження — кардинали могли не проголосувати за другого поспіль папу з цього регіону Європи. Серед інших перешкод називали колишнє громадянство США, потребу в разі обрання перейти в Римо-католицьку церкву. З-поміж його переваг відзначали ясність розуму, високу духовність, популярність серед кардиналів. Звертали увагу і на його головування в Церкві, де дозволені шлюби священників, і те, що це могло позитивно вплинути на скасування целібату в Римо-католицькій церкві.
Після зречення престолу Бенедикта XVI Любомир Гузар не міг стати учасником виборів нового папи, позаяк за кілька днів до початку конклаву йому виповнилося 80 років. Згідно з апостольською конституцією, кардинали, яким за 80 років, не можуть брати участі у виборах Папи.

## Нагороди та відзнаки
|                                                |  |  |
| Пам'ятна монета НБУ присвячена Любомиру Гузару |  |  |

- Орден князя Ярослава Мудрого III ст. (26 лютого 2008) — за визначний особистий внесок у духовне відродження українського народу, багатолітню церковну діяльність та з нагоди 75-річчя від дня народження[53]
- Орден князя Ярослава Мудрого IV ст. (29 вересня 2006) — за значний особистий внесок у соціально-економічний і духовний розвиток Львова та з нагоди 750-річчя заснування міста[54]
- Орден князя Ярослава Мудрого V ст. (26 лютого 2003) — за визначний особистий внесок перед Українською державою у відродження духовності, утвердження ідей милосердя і злагоди в суспільстві, багаторічну плідну церковну діяльність[55]
- Орден «За заслуги» III ст. (21 серпня 2001) — за значний особистий внесок у соціально-економічний та культурний розвиток України, вагомі трудові досягнення та з нагоди 10-ї річниці незалежності України[56]
- Міжнародна премія імені Івана Франка (2016)[57]

## Почесні звання
- Почесний громадянин Тернополя.
- Почесний громадянин Львова.
- Почесний громадянин Галича.

## Культура
Невідомий актор зіграв роль Любомира в епізодичній появі у фільмі Два Папи (2019).

## Вшанування пам'яті

#### Пам'ятники
- 9 жовтня 2021 року на площі біля Церкви Покрови Пресвятої Богородиці УГКЦ у Вінниці відкрили перший в Україні пам'ятник патріарху-предстоятелю Української греко-католицької церкви Любомиру Гузару,[58] скульптори — Олесь Сидорук і Борис Крилов[59][60]
- 16 березня 2024 року на фасаді храму святих безсрібеників Козьми і Дем'яна, що на вул. Лисенка у Львові, відкрили та освятили меморіальну таблицю Блаженнішому Любомиру Гузару. Саме у цьому храмі весною 1933 року охрестили Блаженнішого Любомира. Чин благословення пам'ятної таблиці звершив глава УГКЦ Блаженніший Патріарх Святослав. Блаженніший Патріарх Святослав освятив також катехитичний клас імені Любомира Гузара, який відкрили при храмі[61].

#### Вулиці
- У 2018 році в Івано-Франківську вулицю Новгородську перейменували на вулицю Любомира Гузара[62].
- Київська міська рада 14 листопада 2019 року перейменувала проспект Космонавта Комарова на проспект Любомира Гузара.[63]
- 6 травня 2022 року в місті Бориспіль у рамках дерусифікації вулицю Крилова перейменували на вулицю Любомира Гузара.
- У Рівному вулицю Гур'єва перейменували на вулицю Любомира Гузара.
- У місті Белз вулицю Польову перейменували на вулицю Любомира Гузара.
- У Тернополі вулицю Чалдаєва перейменували на вулицю Патріарха Любомира Гузара.
- У Фастові вулицю Фофанова перейменували на вулицю Любомира Гузара[64].
- 30 червня 2022 року у Львові вулицю Льва Толстого перейменували на вулицю Кардинала Гузара[65].
- 28 липня 2022 року в місті Біла Церква вулицю Осипенко перейменували на вулицю Любомира Гузара.
- 27 вересня 2022 року в Бережанах вулицю Пушкіна перейменували на вулицю Любомира Гузара.
- 10 жовтня 2022 року в Раві-Руській вулицю Перемоги перейменували на вулицю Любомира Гузара.
- 9 лютого 2023 року в Кропивницькому вулицю Комарова перейменували на вулицю Любомира Гузара[66].
- 22 лютого 2023 року в Дніпрі вулицю Тихвінську перейменували на вулицю Любомира Гузара[67].
- 23 лютого 2023 року в Шепетівці вулицю Попова перейменували на вулицю Любомира Гузара[68].
- 2 листопада 2023 року в Кам'янці-Подільському вулицю Космонавтів перейменували на вулицю Любомира Гузара.
- 26 липня 2024 року в Кривому Розі вулицю Панкова перейменували на вулицю Любомира Гузара.
- 25 грудня 2024 року в м. Ірпені вулицю Ветеранів Афганістану перейменували на вулицю Любомира Гузара[69].

## Документальний серіал
- Цикл передач [Архівовано 25 січня 2020 у Wayback Machine.] про Блаженнішого Любомира Гузара, а також документальний фільм: «ЛЮБОМИР. БУТИ ЛЮДИНОЮ. 1 серія. Документальний фільм про Блаженнішого Любомира Гузара»
- «ЛЮБОМИР. БУТИ ЛЮДИНОЮ. 2 серія. Документальний фільм про Блаженнішого Любомира Гузара»
- «ЛЮБОМИР. БУТИ ЛЮДИНОЮ. 3 серія. Документальний фільм про Блаженнішого Любомира Гузара»
- «ЛЮБОМИР. БУТИ ЛЮДИНОЮ. 4 серія. Документальний фільм про Блаженнішого Любомира Гузара»